# 사이버링크
사이버링크(CyberLink, 중국어: 訊連科技股份有限公司)는 DVD 재생, 디지털 홈, 텔레비전, 버닝 소프트웨어를 생산하는 중화민국의 멀티미디어 소프트웨어 회사이다. 제품으로는 디지털 홈을 위한 파워시네마, 영상 편집을 위한 파워디렉터, PC용 DVD 플레이어 제품군인 파워DVD, DVD 저작을 위한 파워프로듀서, DVD 레코딩 기능을 위한 파워2고가 있다.
본사는 중화민국 타이베이시에 있으며, 국제 사무소는 미국의 프레몬트. 일본의 도쿄, 그리고 네덜란드에 위치해 있다.

## 같이 보기
- 대만의 기업 목록